# AN/PVS-14

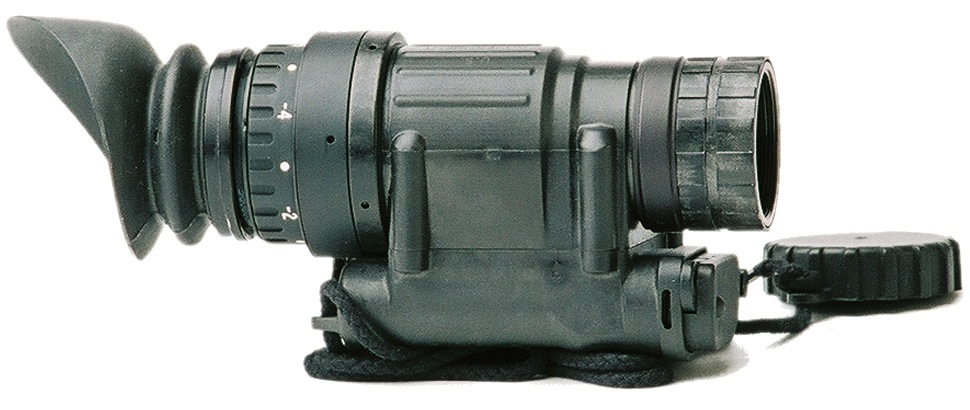
AN/PVS-14.

El AN/PVS-14 es un dispositivo de visión nocturna monocular (diseñado y producido desde 2003), ampliamente utilizado por las Fuerzas Armadas de los Estados Unidos, al igual que por los aliados de la OTAN alrededor del Mundo. Utiliza un intensificador de imagen de tercera generación y es fabricado por la compañía Litton Industries y por la ITT Corporation, en Estados Unidos. Es a menudo utilizado sin manos, por medio de una diadema en la cabeza o fijado a un casco de combate como el Casco PASGT, el Casco MICH, el Casco ACH (Advanced Combat Helmet) o el Casco LWH (Lightweight Helmet). Asimismo puede ser utilizado como dispositivo de visión nocturna montado sobre un arma. Es parte del equipo de campo en el programa Land Warrior del ejército estadounidense.

## Especificaciones
- Campo de visión (grados): 40
- Aumentos: 1X
- Resolución: 64 lp (típica)
- Ganancia de brillo: Ajustable de 25 a más de 3, 000 fL/fL
- Lentes del objetivo: F/1.2
- Lentes del ocular: EFL 26mm
- Rango de enfoque: 25cm al infinito
- Voltaje requerido: 2.7 a 3.0 voltios
- Tipo de batería: Dos pilas AA (la versión más reciente ITT utiliza únicamente una)
- Vida útil de batería: 50 horas aproximadamente, a temperatura ambiente
- Peso con baterías: 380 gramos (13.5 oz)
- Dimensiones 11.43cm (L) x 5.08cm (A) x 5.71cm (H) (4.5” x 2” x 2.25”)
- Rango de temperaturas en operación: –51 a +49 Celsius
- Rango de temperaturas en almacenaje: –51 a +85 Celsius